# リュシアン・リッペール
リュシアン・リッペール（Lucien Lippert, 1913年8月25日 - 1944年2月13日）は、第二次世界大戦期のベルギーの軍人。1941年夏の独ソ戦開始後はワロン人義勇兵としてドイツ国防軍（陸軍）、次いで武装親衛隊に所属した。
当初は1940年のベルギーの戦いでドイツ軍と交戦したベルギー陸軍砲兵少尉であったが、独ソ戦開始後の1941年7月、ソビエト連邦と戦うワロン人義勇兵部隊「ワロニー部隊」（Légion Wallonie）に入隊。1942年6月、同部隊の4代目指揮官に就任した。
1943年6月、ドイツ陸軍第373ワロン歩兵大隊（ワロニー部隊）が武装親衛隊に移籍して旅団規模に拡張されると、これに伴って武装親衛隊に移籍、SS突撃旅団「ヴァロニエン」（SS-Sturmbrigade "Wallonien"）の初代旅団長を務め、1944年2月13日、コルスン包囲戦の最中に戦死した。死後、それまでの功績によってワロン人義勇兵として最初にドイツ十字章金章を授与（追贈）された人物となった。最終階級はSS中佐（SS-Obersturmbannführer）。
なお、1934年の長いナイフの夜事件においてテオドール・アイケに付き従い、獄中のエルンスト・レームを銃撃した親衛隊隊員ミヒャエル・リッペルトとは、姓の綴りが同じであるが特に関連性は無い。

## ベルギー陸軍時代

### ベルギー軍砲兵将校
1913年8月25日、リュシアン・リッペールはベルギー王国リュクサンブール州の州都アルロンに生まれた。父親は地元の鉄道駅の駅長であった。
1929年10月22日、当時16歳のリッペールはナミュールのベルギー陸軍士官候補生学校に入学した。1932年にはベルギー軍学校の入学試験に合格し、数年後の1937年8月13日、同軍学校第93期を優秀な成績（次席）で卒業した。
1937年12月26日、リッペールはベルギー陸軍少尉に任官し、1938年にはブリュッセルの第14砲兵連隊に配属された。

### レクシズムとの関係
1935年、ベルギーのワロン地方においてレオン・デグレル率いるカトリック系反共ファシズム政治団体「レクシズム」が政党として公式に活動を開始した。しかし、リッペールはベルギー軍将校団の伝統に則り、特定の政党の党員や支持者にならず、また、政治の場に軍服を着て出席するようなことはしなかった（この伝統は1939年9月に第二次世界大戦が勃発しても変わることはなく、リッペールは最後までレクシズムに入党しなかった）。

### 1940年5月 ベルギーの戦い
1940年5月10日、ナチス・ドイツがベネルクス三国およびフランス北部への侵攻（西方戦役）を開始した時、リッペールはベルギー陸軍第4砲兵連隊第1中隊長を務めていた。ベルギー領内に侵入したドイツ軍部隊に対してリッペールは果敢に抗戦したが、衆寡敵せず、当時のベルギー国王レオポルド3世は5月28日にドイツへ降伏、リッペール本人も6月1日にドイツ軍の捕虜となり、チボル・ツリヒャウ（Tibor / Züllichau、現チブシュ・スレフフ (Ciborz / Sulechów)）の将校専用収容所（Offlag III B） に送られた。

## ドイツ陸軍時代

### ワロニー部隊
1940年9月24日、リッペールは将校専用収容所から解放された。解放後はドイツ軍占領下のベルギーに帰国し、国王レオポルド3世の軍事顧問ファン・オーフェルストラーテン将軍（General Van Overstraeten）に近い立場の者が管轄し、ベルギー軍予備役将校団の者が加入している新組織「ワロン労働奉仕サービス」（Service Volontaire du Travail pour la Wallonie、略称SVTW）に所属した。
ベルギーがドイツに占領されてから1年数ヶ月経った1941年8月8日、ソビエト連邦と戦うワロン人義勇兵部隊「ワロニー部隊」（Légion Wallonie）が結成された。この時27歳のリッペールは、同部隊が結成準備を進めていた1941年7月の時点から既に入隊していた。
ベルギーを出発したワロニー部隊はメゼリッツ（Meseritz、現ミエンジジェチ）の兵舎に到着し、基礎訓練を経た後の1941年10月初旬、第373ワロン歩兵大隊（Wallonische-Infanterie Bataillon 373）としてドイツ陸軍南方軍集団の所属となった。
リッペールは陸軍少尉（Leutnant）として第373ワロン歩兵大隊本部の参謀を務め、ウクライナやロシア南部での数多くの作戦に参加した。大隊初の本格的戦闘となった1942年2月末のグロモヴァヤ＝ヴァルカの戦いでは、その活躍によって二級鉄十字章を受章 し、併せて陸軍中尉（Oberleutnant）に昇進した。
1942年6月6日、メゼリッツに転勤となった3代目大隊指揮官ゲオルゲス・チエーホフ大尉（Hptm. Georges Tchekhoff）の後任として、リッペールは第373ワロン歩兵大隊の4代目指揮官に就任した。なお、レクシズム党首レオン・デグレル少尉の影響力が部隊結成当初から強く根付いているワロン人部隊 の中でリッペールはレクシズム支持者ではなかったが、デグレルとリッペールの関係は良好であった。
1942年夏、リッペールは第373ワロン歩兵大隊指揮官としてブラウ作戦に参加し、コーカサス戦線に従軍した。8月25日には一級鉄十字章、歩兵突撃章、戦傷章黒章、東部戦線従軍記章を受章し、併せて陸軍大尉（Hauptmann）に昇進した。

## キャリア

### 党員・隊員番号
- ナチス党員番号：無し
- 親衛隊隊員番号：無し（1941年7月、ワロン人義勇兵としてドイツ国防軍（陸軍）に入隊したベルギー軍将校。1943年6月1日、陸軍から武装親衛隊に移籍）

### 階級

#### ベルギー軍
- 1937年12月26日 少尉（Lieutenant）

#### ドイツ国防軍（陸軍）
- 1941年8月8日 陸軍少尉（Leutnant）
- 1942年春 陸軍中尉（Oberleutnant）
- 1942年6月8日[1] もしくは8月25日[7] 陸軍大尉（Hauptmann）

#### 武装親衛隊
- 1943年6月28日 SS少佐（SS-Sturmbannführer）[1]
- 1944年2月20日 SS中佐（SS-Obersturmbannführer）（戦死後の特進）[1]

### 勲章

#### ベルギー軍時代
不明

#### ドイツ国防軍（陸軍）時代
- 二級鉄十字章 （1942年3月13日[5] もしくは3月14日[7]）
- 一級鉄十字章（1942年8月24日[1] もしくは8月25日[7]）
- 歩兵突撃章（1942年8月25日）[7]
- 戦傷章黒章（1942年8月25日）[7]
- 東部戦線従軍記章（Ostmedaille）（1942年8月25日）[7]

#### 武装親衛隊時代
- ドイツ十字章金章（1944年2月20日）（追贈）[1]

## その他
- フランス語とドイツ語を完璧に話すことができた[3]。

## 文献

### 英語
- Eddy de Bruyne & Marc Rikmenspoel "For Rex and for Belgium: Léon Degrelle and Walloon Political & Military Collaboration 1940-1945" England: Helion & Company, 2004. ISBN 1-874622-32-9

### ドイツ語
- Patrick Agte "Europas Freiwillige der Waffen-SS: Biographien aller Inhaber des Ritterkreuzes, des Deutschen Kreuzes in Gold, der Ehrenblattspange und der Nahkampfspange in Gold, die keine Deutschen waren" Deutschland: Munin Verlag GmbH, 2000. ISBN 3-9807215-0-7

### フランス語
- Théo Verlaine "La Légion Wallonie" Dorpsstraat 144, Belgium: De Krijger, 2006. ISBN 90-5868-149-1
- Jean-Louis Roba "L'Honneur et la Fidélité" Dorpsstraat 144, Belgium: De Krijger, 2009. ISBN 90-72547-49-7

### 日本語
- ダグラス・E. ナッシュ（Douglas E. Nash）著、斎木伸生 訳『チェルカッシィ包囲突破戦〈上〉―東部戦線、極寒の悪夢』（大日本絵画・2007年） ISBN 978-4499229487
- ダグラス・E. ナッシュ（Douglas E. Nash）著、斎木伸生 訳『チェルカッシィ包囲突破戦〈下〉―東部戦線、極寒の悪夢』（大日本絵画・2007年） ISBN 978-4499229494